# Cuscuta
Cuscuta L. è un genere di piante angiosperme dicotiledoni parassite appartenente alla famiglia delle Convolvulacee.
Data la natura parassitaria di queste piante, questo genere si è guadagnato la nomea di "piante vampiro".

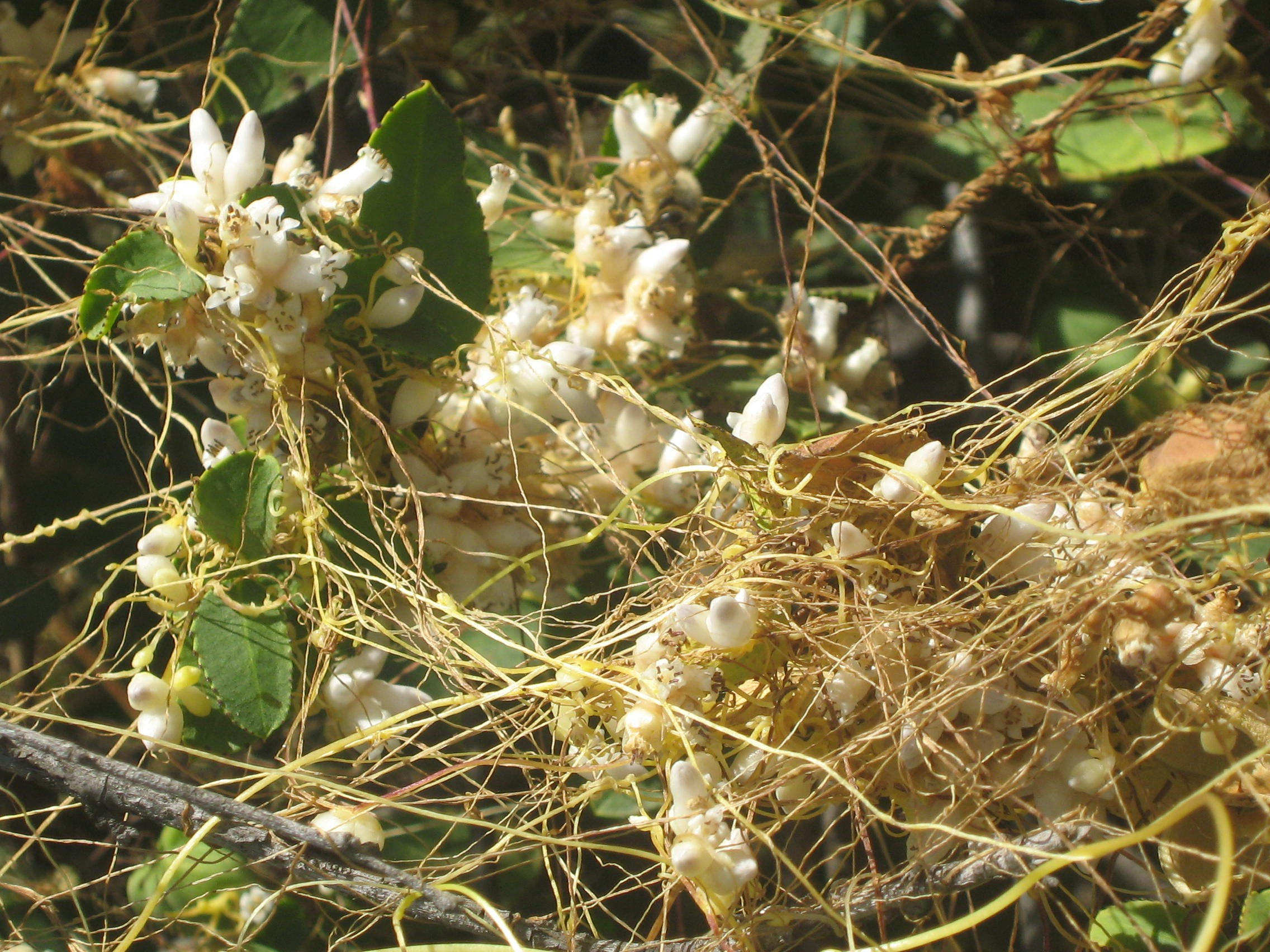
C. chilensis

## Descrizione
Piante erbacee annuali con foglie ridotte a squame e senza clorofilla, con sottili fusti filiformi giallo-arancioni, rossi, o raramente verdi; sono piante parassite. Si attaccano alla pianta ospite avvolgendosi in spire, quindi perdono il contatto con il terreno per nutrirsi esclusivamente della linfa dell'ospite, tramite rami modificati denominati austori che penetrano nel fusto e raggiungono il floema (cioè il tessuto dove scorre la linfa zuccherina elaborata dalla fotosintesi).
I semi germinano vicino alla superficie del suolo e, sebbene la germinazione possa avvenire senza un ospite, il germoglio deve raggiungere rapidamente una pianta verde. Questo movimento è indotto da stimoli chemosensoriali. Se una pianta clorofillica non viene raggiunta entro 5-10 giorni dalla germinazione, la piantina di cuscuta morirà.
Possono essere vettore di fitoplasmi verso la pianta ospite.

## Distribuzione e habitat
Il genere ha una distribuzione cosmopolita: è diffuso dalle regioni temperate a quelle tropicali e mostra la maggiore diversificazione biologica in quelle tropicali e subtropicali: ad esempio solo 4 specie sono native del Nord Europa.
In Italia sono segnalati 18 specie di Cuscuta, molti delle quali hanno però segnalazioni di vecchia data.

## Tassonomia
Il Sistema Cronquist (1981) assegnava il genere a una famiglia a sé, Cuscutaceae, attribuzione che non viene considerata più valida nella classificazione APG, che include il genere nella famiglia Convolvulaceae.
Il genere Cuscuta comprende oltre 200 specie:
- Cuscuta abyssinica A.Rich.
- Cuscuta acuta Engelm.
- Cuscuta acutiloba Engelm.
- Cuscuta africana Willd.
- Cuscuta alata Brandegee
- Cuscuta alatiloba Yunck.
- Cuscuta americana L.
- Cuscuta andina Phil.
- Cuscuta angulata Engelm.
- Cuscuta appendiculata Engelm.
- Cuscuta approximata Bab.
- Cuscuta argentinana Yunck.
- Cuscuta atrans Feinbrun
- Cuscuta australis R.Br.
- Cuscuta azteca Costea & M.A.R.Wright

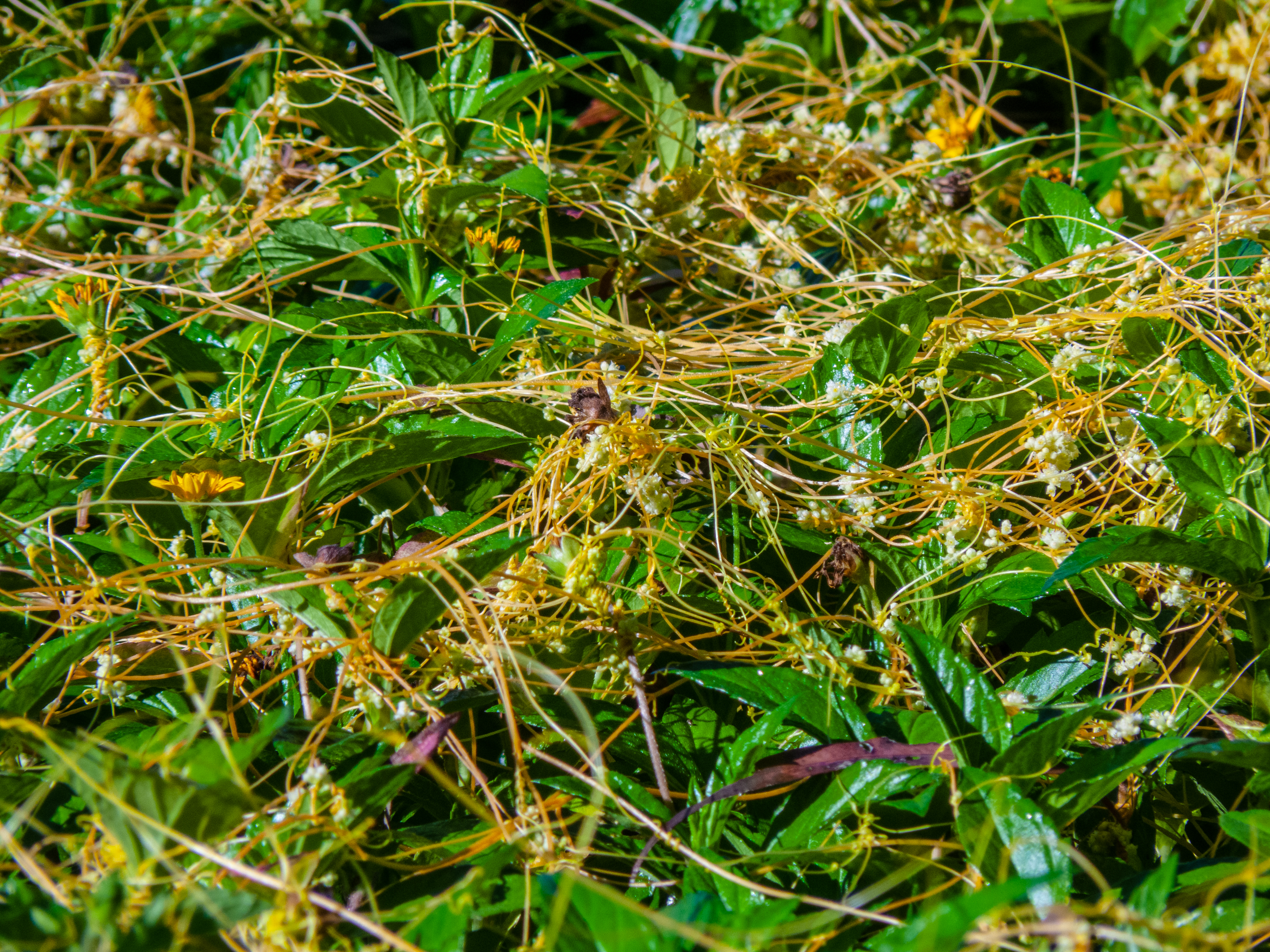
Cuscuta australis

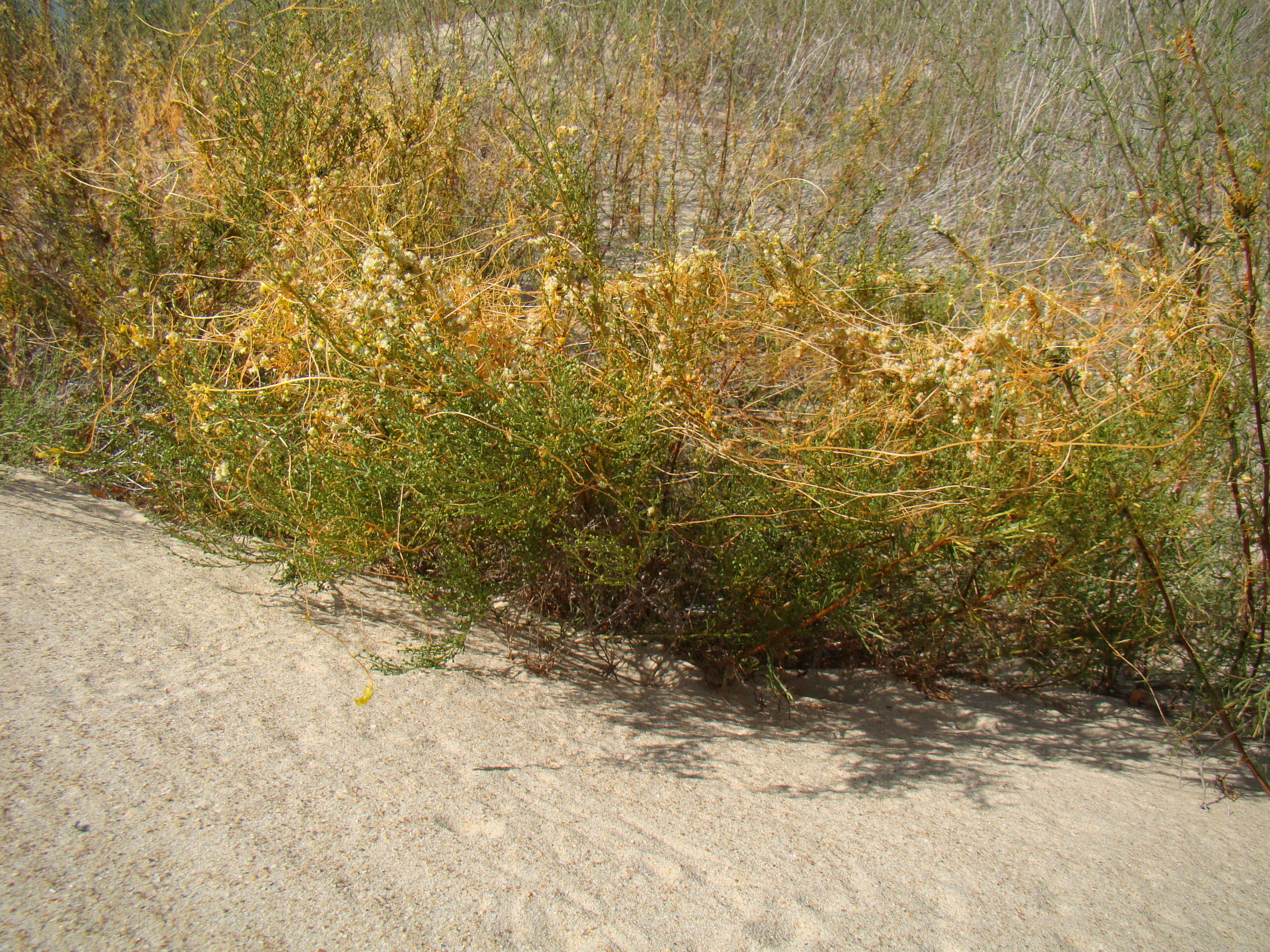
Cuscuta campestris

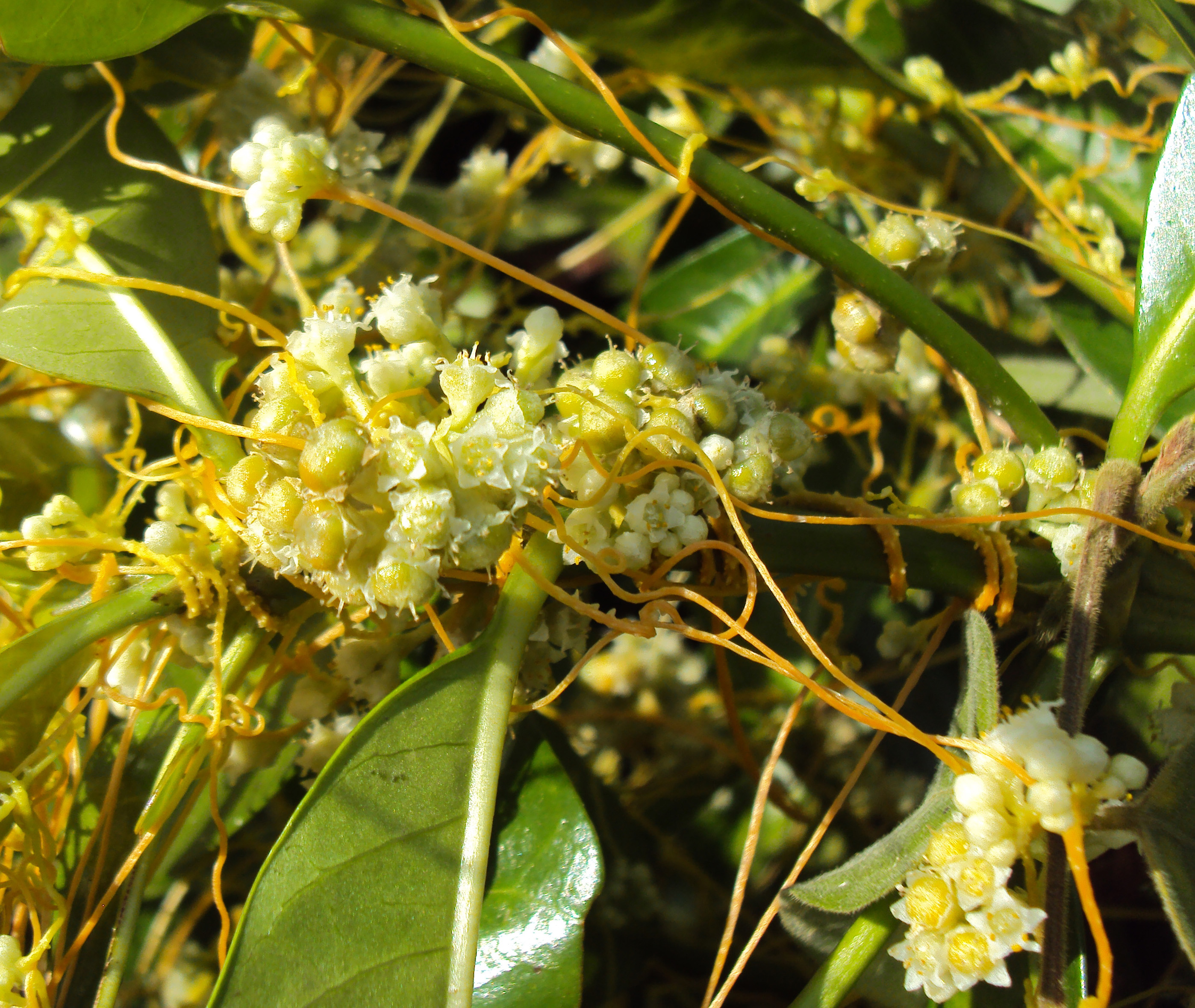
Cuscuta chinensis

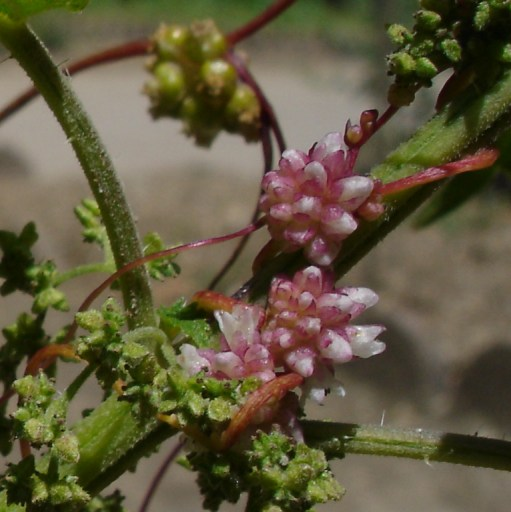
Cuscuta europaea

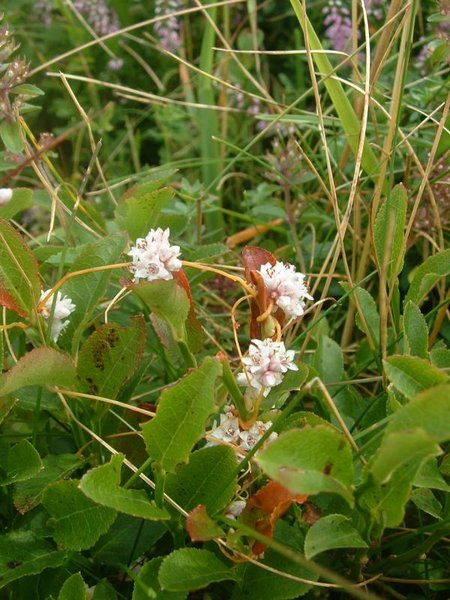
Cuscuta epithymum

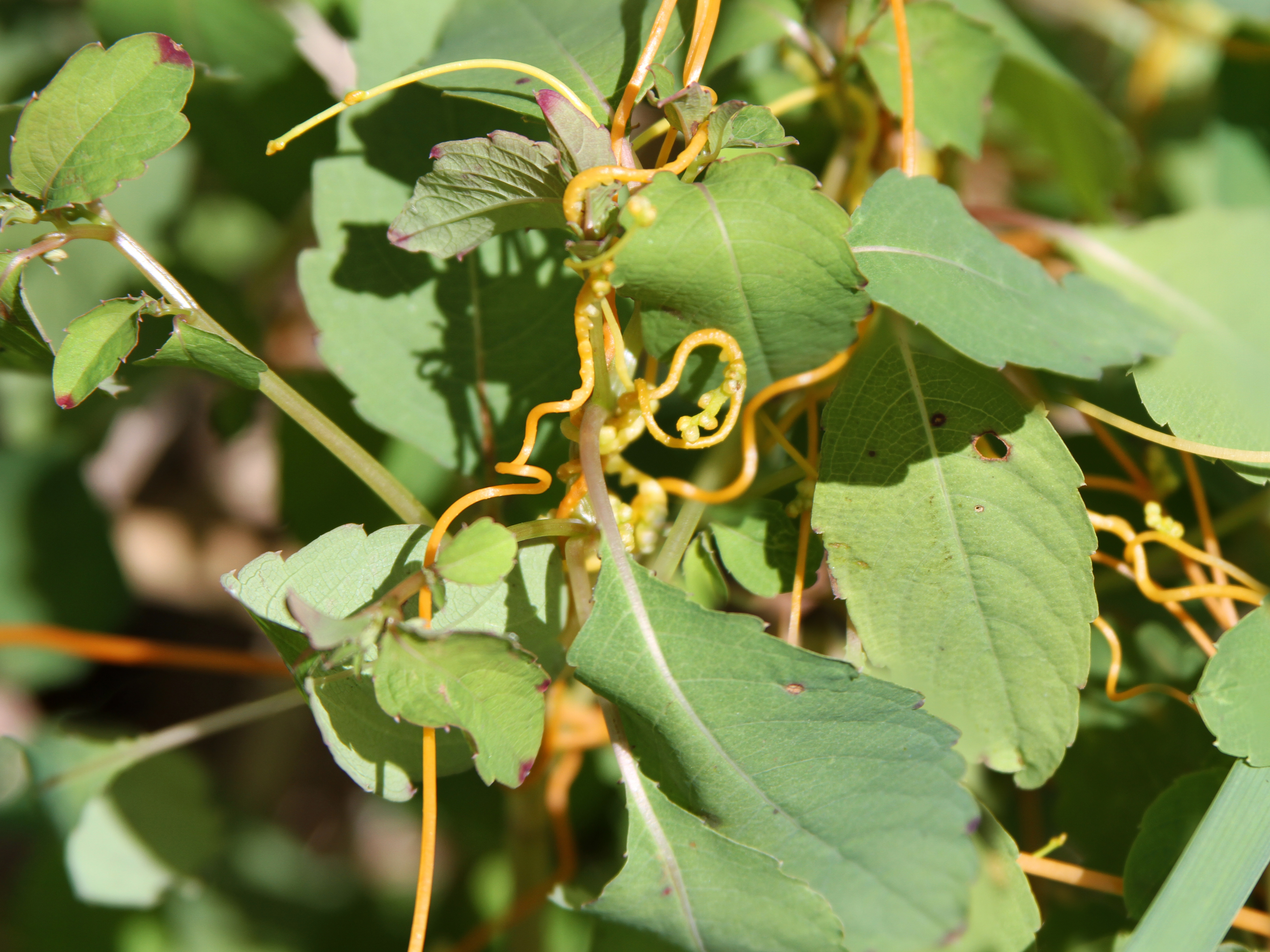
Cuscuta gronovii

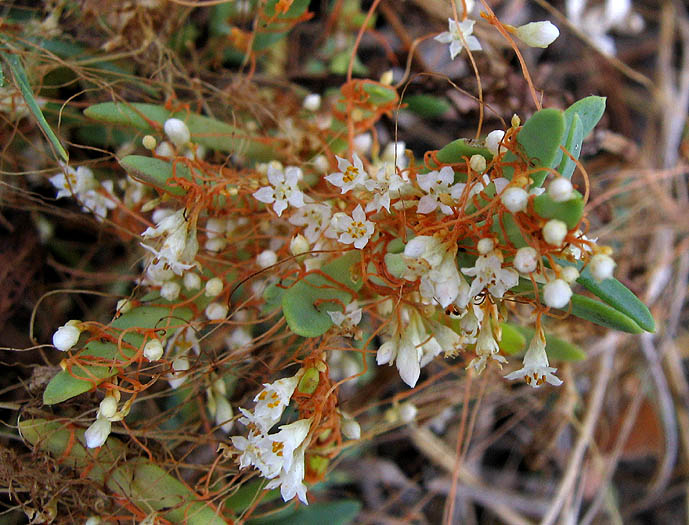
Cuscuta pacifica

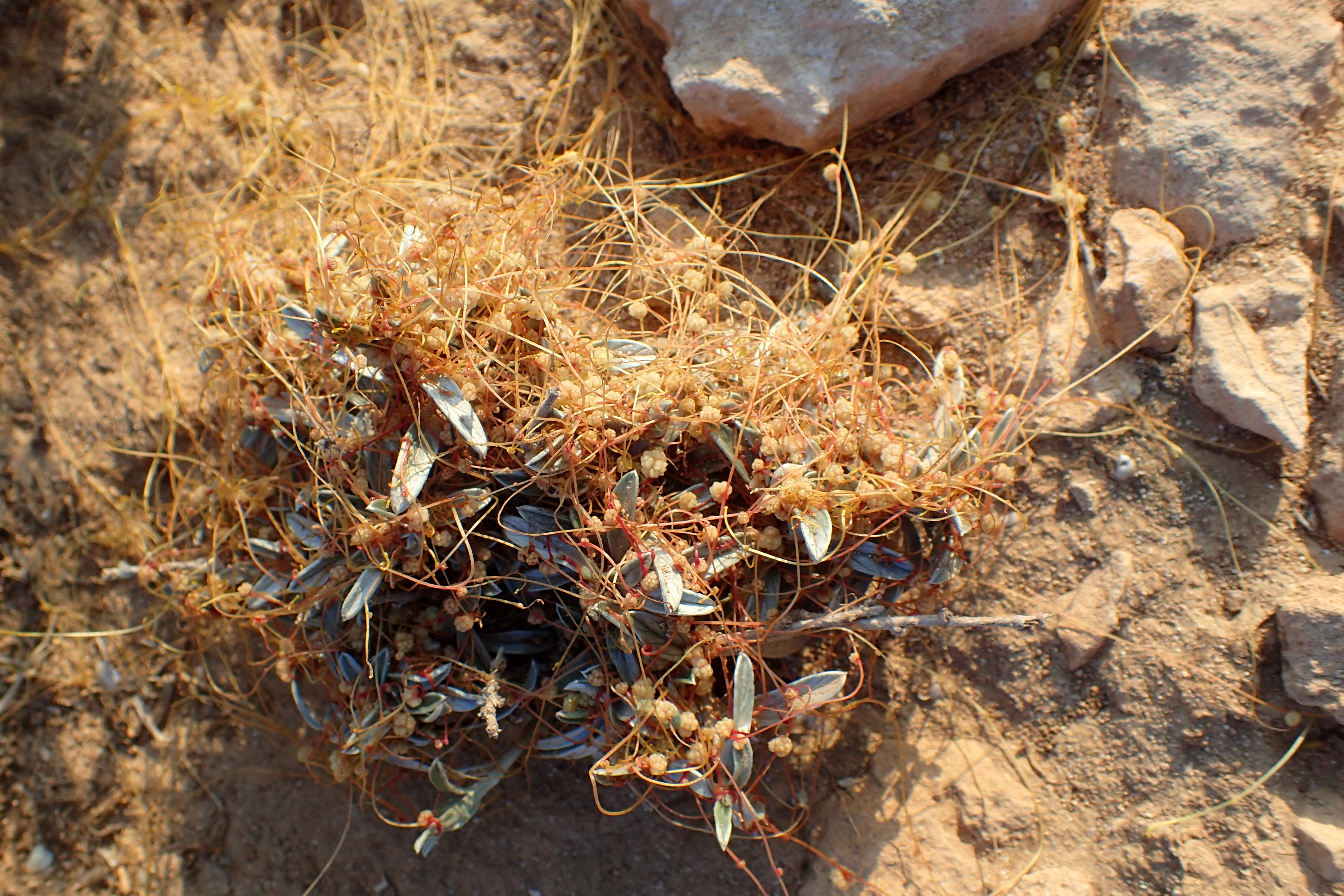
Cuscuta palaestina

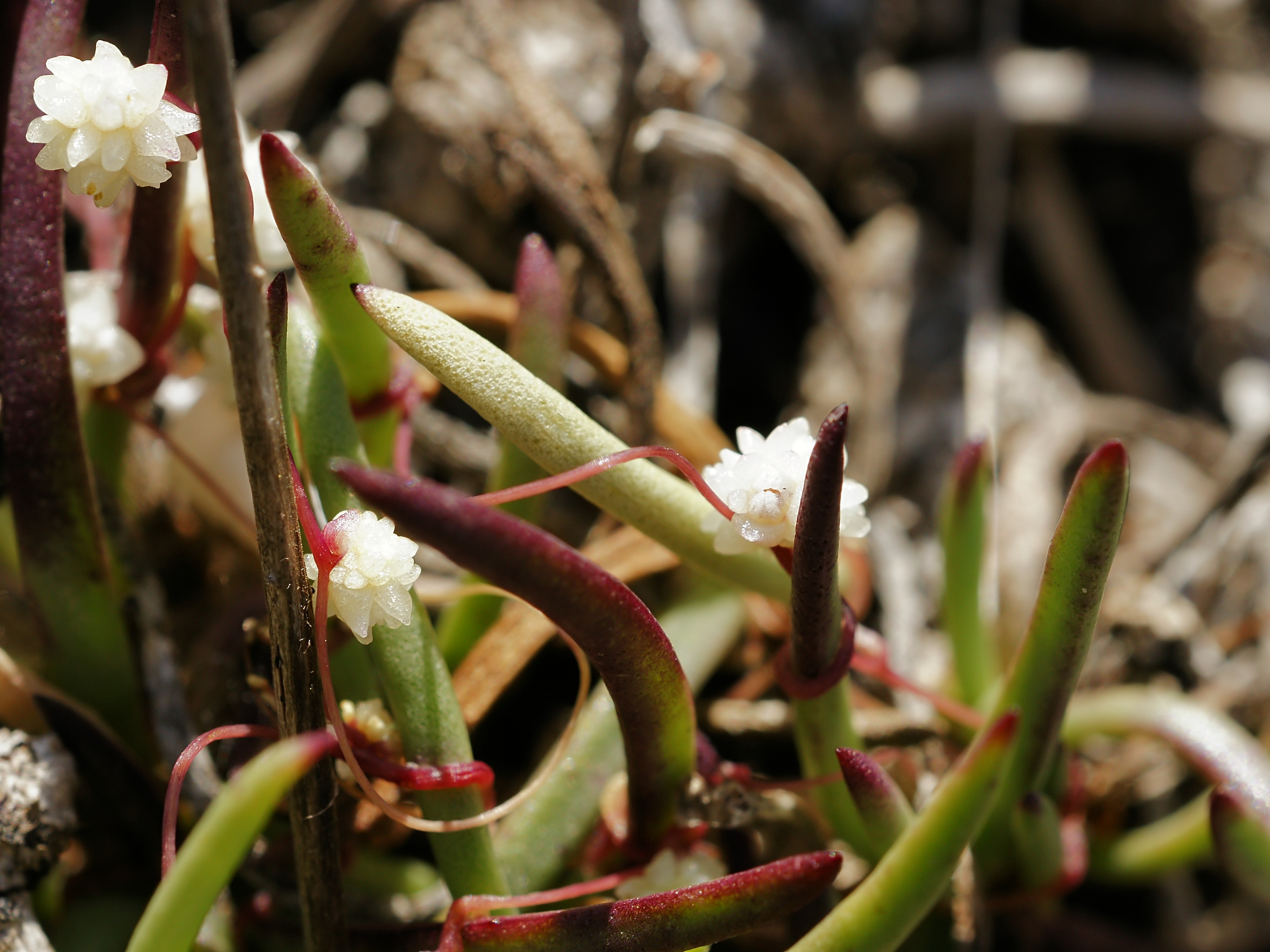
Cuscuta planiflora

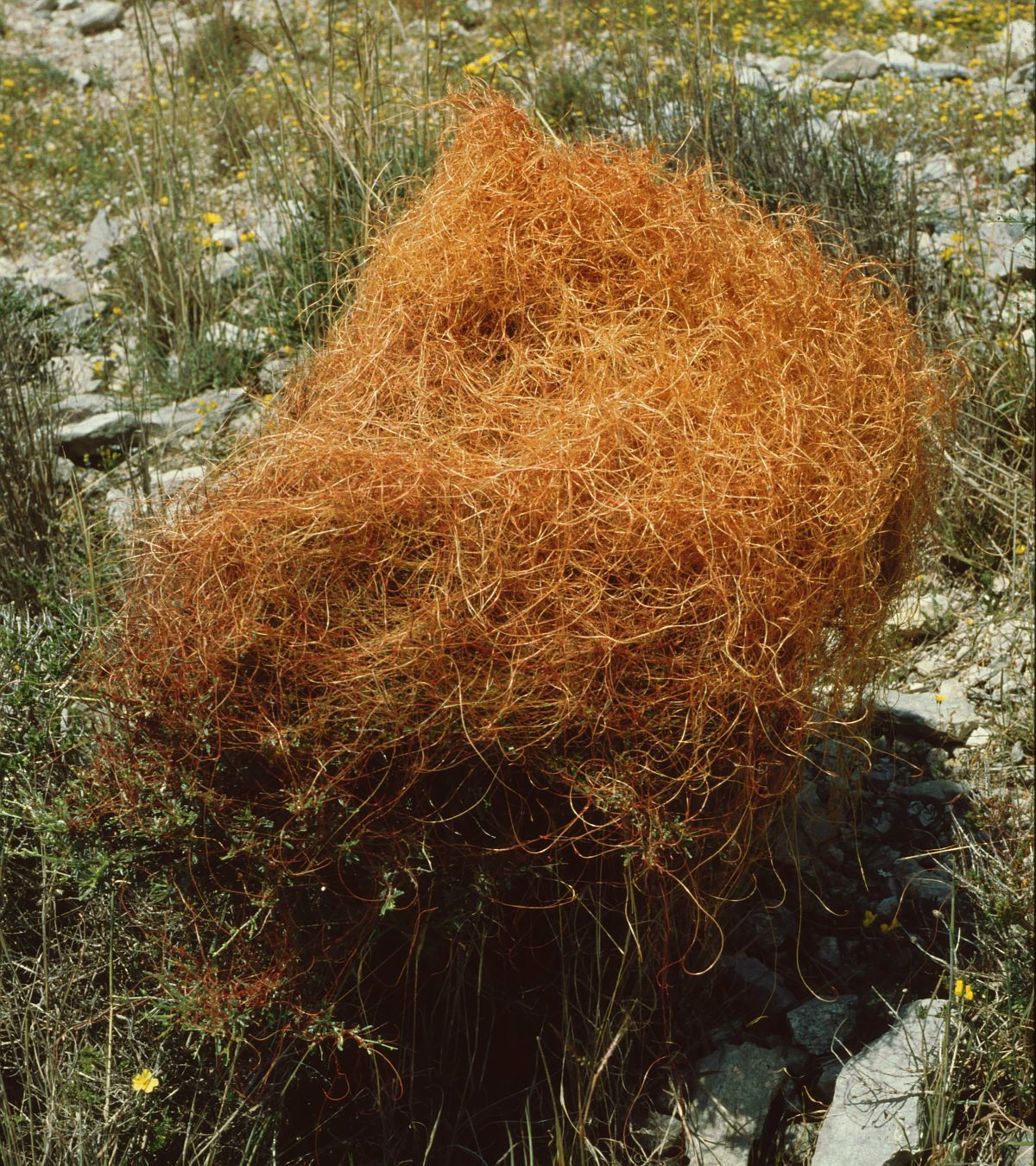
Cuscuta spp.

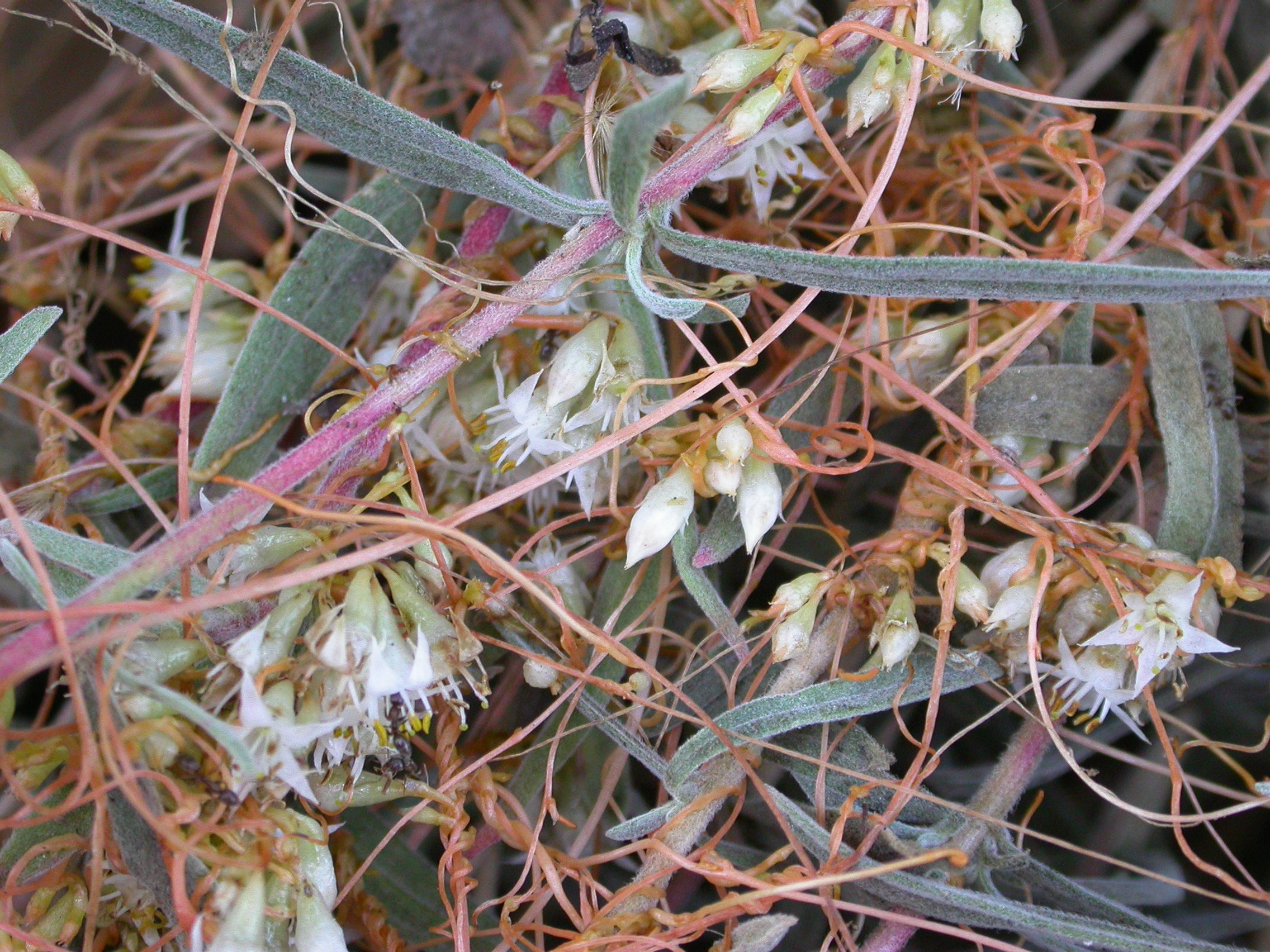
Cuscuta subinclusa

- Cuscuta babylonica Aucher ex Choisy
- Cuscuta balansae Boiss. & Reut. ex Yunck.
- Cuscuta basarabica Buia
- Cuscuta bella Yunck.
- Cuscuta bifurcataYunck.
- Cuscuta blepharolepis Welw. ex Hiern
- Cuscuta boldinghii  Urb.
- Cuscuta boliviana Yunck.
- Cuscuta bonafortunae Costea & I.García
- Cuscuta brachycalyx (Yunck.) Yunck.
- Cuscuta bracteataEngelm.
- Cuscuta brevistyla A.Braun ex A.Rich.
- Cuscuta bucharica Palib.
- Cuscuta burrellii Yunck.
- Cuscuta californica Hook. & Arn.
- Cuscuta callinema Butkov
- Cuscuta camelorum Pavlov
- Cuscuta campestris Yunck.
- Cuscuta capitata Roxb.
- Cuscuta carnosa Costea & I.García
- Cuscuta cassytoides Nees ex Engelm.
- Cuscuta castroviejoi M.A.García
- Cuscuta ceanothi Behr
- Cuscuta cephalanthi Engelm.
- Cuscuta chapalana Yunck.
- Cuscuta chilensis  Ker Gawl.
- Cuscuta chinensis Lam.
- Cuscuta chittagongensis Sengupta, M.S.Khan & Huq
- Cuscuta choisiana Yunck.
- Cuscuta cockerellii Yunck.
- Cuscuta colombiana Yunck.
- Cuscuta compacta Juss. ex Choisy
- Cuscuta convallariiflora Pavlov
- Cuscuta corniculata Engelm.
- Cuscuta coryli Engelm.
- Cuscuta corymbosa Ruiz & Pav.
- Cuscuta costaricensis Yunck.
- Cuscuta cotijana Costea & I.García
- Cuscuta cozumeliensis Yunck.
- Cuscuta cristata Engelm.
- Cuscuta cuspidata Engelm. & A.Gray
- Cuscuta decipiens Yunck.
- Cuscuta deltoidea Yunck.
- Cuscuta dentatasquamata Yunck.
- Cuscuta denticulata Engelm.
- Cuscuta desmouliniana Palib.
- Cuscuta draconella Costea & M.A.R.Wright
- Cuscuta durangana  Yunck.
- Cuscuta elpassiana Pavlov
- Cuscuta epilinum Weihe
- Cuscuta epithymum (L.) L.
- Cuscuta erosa Yunck.
- Cuscuta europaea L.
- Cuscuta exaltata Engelm.
- Cuscuta ferganensis Butkov
- Cuscuta flossdorfii Hicken
- Cuscuta foetida Kunth
- Cuscuta friesii Yunck.
- Cuscuta gennesaretana Sroëlov ex Feinbr. & S.Taub
- Cuscuta gerrardii Baker
- Cuscuta gigantea  Griff.
- Cuscuta glabrior (Engelm.) Yunck.
- Cuscuta globiflora Engelm.
- Cuscuta globosa Ridl.
- Cuscuta globulosa Benth.
- Cuscuta glomerata Choisy
- Cuscuta goyaziana Yunck.
- Cuscuta gracillima Engelm.
- Cuscuta grandiflora Kunth
- Cuscuta gronovii Willd. ex Schult.
- Cuscuta gymnocarpa  Engelm.
- Cuscuta harperi Small
- Cuscuta haughtii Yunck.
- Cuscuta haussknechtii Yunck.
- Cuscuta hitchcockii Yunck.
- Cuscuta howelliana P.Rubtzov
- Cuscuta hyalina Roth ex Schult.
- Cuscuta iguanella Costea & I.García
- Cuscuta incurvata  Progel
- Cuscuta indecora  Choisy
- Cuscuta insolita Costea & I.García
- Cuscuta insquamata Yunck.
- Cuscuta jalapensis Schltdl.
- Cuscuta japonica Choisy
- Cuscuta jepsonii Yunck.
- Cuscuta karatavica Pavlov
- Cuscuta kilimanjari Oliv.
- Cuscuta kotschyana Boiss.
- Cuscuta krishnae Udayan & Robi
- Cuscuta kurdica Engelm.
- Cuscuta lacerata Yunck.
- Cuscuta legitima Costea & M.A.R.Wright
- Cuscuta lehmanniana Bunge
- Cuscuta leptantha Engelm.
- Cuscuta letourneuxii Trab.
- Cuscuta liliputana Costea & M.A.R.Wright
- Cuscuta lindsayi Wiggins
- Cuscuta longiloba Yunck
- Cuscuta lophosepala Butkov
- Cuscuta lucidicarpa Yunck
- Cuscuta lupuliformis Krock.
- Cuscuta macrocephala  Schaffner ex Yuncker
- Cuscuta macrolepis R.C.Fang & S.H.Huang
- Cuscuta macvaughii Yunck.
- Cuscuta maroccana Trab.
- Cuscuta membranacea Yunck.
- Cuscuta mesatlantica Dobignard
- Cuscuta mexicana Yunck.
- Cuscuta micrantha Choisy
- Cuscuta microstyla Engelm.
- Cuscuta mitriformis Engelm. ex Hemsl.
- Cuscuta modesta Costea & M.A.R.Wright
- Cuscuta monogyna Vahl
- Cuscuta montana Costea & M.A.R.Wright
- Cuscuta natalensis Baker
- Cuscuta nevadensis I.M.Johnst.
- Cuscuta nitida E.Mey. ex Choisy
- Cuscuta nivea M.A.García
- Cuscuta obtusata (Engelm.) Trab.
- Cuscuta obtusiflora Kunth
- Cuscuta occidentalis Millsp.
- Cuscuta odontolepis Engelm.
- Cuscuta odorata Ruiz & Pav.
- Cuscuta orbiculata Yunck.
- Cuscuta ortegana Yunck.
- Cuscuta pacifica Costea & M.A.R.Wright
- Cuscuta paitana Yunck.
- Cuscuta palaestina Boiss.
- Cuscuta palustris Yunck.
- Cuscuta pamirica Butkov
- Cuscuta parodiana Yunck.
- Cuscuta partita Choisy
- Cuscuta parviflora Engelm.
- Cuscuta pauciflora Phil.
- Cuscuta pedicellata Ledeb.
- Cuscuta pellucida Butkov
- Cuscuta pentagona Engelm.
- Cuscuta peruviana Yunck.
- Cuscuta planiflora Ten.
- Cuscuta plattensis A.Nelson
- Cuscuta platyloba Progel
- Cuscuta polyanthemos Schaffner ex Yuncker
- Cuscuta polygonorum Engelm.
- Cuscuta potosina Schaffner ex S.Watson
- Cuscuta prismatica Pav. ex Choisy
- Cuscuta pulchella Engelm.
- Cuscuta punana Costea & M.A.R.Wright
- Cuscuta purpurata Phil.
- Cuscuta purpusii Yunck.
- Cuscuta pusilla Phil. ex Yunck.
- Cuscuta racemosa Mart.
- Cuscuta rausii M.A.García
- Cuscuta reflexa Roxb.
- Cuscuta rojasii Hunz.
- Cuscuta rostrata Shuttlew. ex Engelm. & A.Gray
- Cuscuta rostricarpa Yunck.
- Cuscuta rotundiflora Hunz.
- Cuscuta rubella Yunck.
- Cuscuta rugosiceps Yunck.
- Cuscuta runyonii Yunck.
- Cuscuta ruschanica Yunusov
- Cuscuta rustica Hunz.
- Cuscuta salina Engelm.
- Cuscuta sandwichiana Choisy
- Cuscuta santapaui Banerji & S.Das
- Cuscuta scandens Yunck.
- Cuscuta schlechteri Yunck.
- Cuscuta serrata Yunck.
- Cuscuta sharmanum Mukerjee & P.K.Bhattach.
- Cuscuta sidarum Liebm.
- Cuscuta somaliensis Yunck.
- Cuscuta squamata Engelm.
- Cuscuta stenocalycina Palib.
- Cuscuta stenolepis Engelm.
- Cuscuta strobilacea Liebm.
- Cuscuta suaveolens Ser.
- Cuscuta suksdorfii Yunck.
- Cuscuta syrtorum Arbajeva
- Cuscuta taimensis  P.P.A.Ferreira & Dettke
- Cuscuta tasmanica Engelm.
- Cuscuta tatei Yunck
- Cuscuta timida Costea & M.A.R.Wright
- Cuscuta timorensis Decne. ex Engelm.
- Cuscuta tinctoria Mart. ex Engelm.
- Cuscuta tolteca Costea & M.A.R.Wright
- Cuscuta trichostyla Engelm.
- Cuscuta triumvirati Lange
- Cuscuta tuberculata Brandegee
- Cuscuta umbellata Kunth
- Cuscuta umbrosa Beyr. ex Hook.
- Cuscuta vandevenderi Costea & M.A.R.Wright.
- Cuscuta veatchii Brandegee
- Cuscuta victoriana Yunck.
- Cuscuta violacea Rajput & Syeda
- Cuscuta volcanica Costea & I.García
- Cuscuta warneri Yunck.
- Cuscuta werdermannii Hunz.
- Cuscuta woodsonii Yunck.
- Cuscuta xanthochortos Mart. ex Engelm.
- Cuscuta yucatana Yunck.
- Cuscuta yunckeriana Hunz.